# 刘震涛
刘震涛（1937年4月6日—2015年2月24日）江苏启东人，中华人民共和国官员、台湾问题专家。

## 生平
1961年1月参加工作，1971年8月加入中国共产党。1955年9月至1961年1月在清华大学动力系学习，毕业之后留校任教。1961年1月至1985年2月，先后在清华大学动力机械系、自动化系任教。1985年3月至1986年10月，任清华大学科技开发部副主任。1986年11月至1988年4月，任国家计委对外贷款计划局副局长。1988年5月至9月，任国家计委国外资金利用司副司长。
1988年10月，调入国务院台湾事务办公室（简称“国台办”），历任国台办三组副组长、组长。1991年3月至1998年4月，任中共中央台湾工作办公室（简称“中央台办”）、国台办经济局局长，并于1994年7月至1998年4月兼任海峡经济科技合作中心主任。1998年10月至2003年10月，任海峡两岸关系协会副会长。2004年10月至2013年10月，任中国产业海外发展协会副会长兼秘书长。退休之后，受聘担任中央台办海峡两岸关系研究中心研究员、清华大学教授并任清华大学台湾研究所所长。
2015年2月24日，刘震涛在北京大学第一医院病逝，享年78岁。